# Kai Erik Herlovsen
Kai Erik Herlovsen (født 25. september 1959 i Fredrikstad, Norge) er en norsk tidligere fodboldspiller (forsvarer).
Herlovsens karriere blev tilbragt hos henholdsvis Fredrikstad FK i sin hjemby samt hos Borussia Mönchengladbach i Vesttyskland. Han spillede over 100 kampe i Bundesligaen, og var med til at nå finalen i den tyske pokalturneringe i 1984.
Herlovsen spillede desuden 34 kampe for Norges landshold. Han deltog ved OL i 1984 i Los Angeles.